# تجمع بدو ترك (المضاربة والعارة)

تعديل مصدري - تعديل

تجمع بدو ترك هي إحدى قرى عزلة العارة بمديرية المضاربة والعارة التابعة لمحافظة لحج، بلغ تعداد سكانها 119 نسمة حسب تعداد اليمن لعام 2004.